# Tempête FC
El Tempête Football Club es un equipo de fútbol de Haití, con sede en la ciudad de Saint-Marc. Fundado en 1970, compite en la Liga de fútbol de Haití, la cual es la categoría superior de fútbol en Haití y su cancha es el Parc Levelt en Saint-Marc.

## Historia
Fue fundado el 5 de julio de 1970 en un lugar conocido como Boulevard de la Libertad en Saint-Marc. Su nombre es a causa de una tormenta ocurrida en la tarde mientras se efectuaba un partido de fútbol local. 
Ganó su primera Liga de fútbol de Haití en 1992 y la Super Copa de Haití derrotando al Don Bosco FC. Su primer presidente fue Andre Laguerre entre 1970 y 1975.

## Liga de Campeones de la CONCACAF
Luego de ganar la Liga de fútbol de Haití en 2010, el Tempête FC ganó 1 de los 3 cupos que daba el Caribe para el torneo de la temporada 2011-12. En esa ocasión le tocó enfrentarse al Monarcas Morelia de México. A causas del Terremoto en Haití en 2010, tuvieron que jugarse los 2 juegos en el Estadio Morelos en Morelia, ambos con derrotas por 5-0 y 2-0 para los haitianos.

## Palmarés
- Liga de fútbol de Haití: 5

1992/93, 2008-A, 2009-A, 2010/11-A, 2011-C
- Super Copa de Haití: 1

1992.
- Copa de Haití: 6

1976, 1988, 1989, 2005, 2007, 2012
- Trofeo de Campeones de Haití: 3

2008, 2009, 2010.
Coupe Grandes Antilles Primera Edición en Parc Levelt
Final Tempête FC 1 - Baltimore SC 0

## Participaciones en los Torneos de la CONCACAF
- Campeonato de Clubes de la CFU: 3 apariciones

1989 - Primera ronda, Eliminado por  RC Rivière-Pilote, 0-0 (6-5 penales)
2009 - Cuarto Lugar
2011 - Segundo lugar
- Liga de Campeones de la CONCACAF: 1 aparición

1993 - Descalificación a Haití por Razones Políticas
2011-12 Ronda Preliminar, Eliminado por  Monarcas Morelia 7-0 en el marcador global: (5-0 & 2-0)

## Jugadores destacados
- Zé Cothiño do Santos
- Elifène Cadet
- Shangler Cadet
- Tomson Amius
- Chedlin Francoeur
- Charles Hérold
- Vaniel Sirin
- Jimmy Ordenna
- Yves Oréus
- Jackson Jean
- Paul Elie
- Guéry Romondt
- Gregory Grand Pierre
- Junior Etienne
- Paul Valdano
- Diego Valdemar
- Ilozier Milord
- Tony Valcin
- Myson Fénélus
- Alexis Melo Sánchez

## Entrenadores
| - Jacques Michaud - Eric Cadet - Frantz Valcin (1992) - Yves Elien (1976) - Joseph Dénéus - Wilfrid Jean-Baptiste - Jean Michel Vaval - Erns Nono Jean-Baptiste - Raphael Delatour - Witerson Odigé - Alix Avin (1992-1994) - Makens Doriélan - Conrad Destin - Daniel Jean Charles - Frantz Laguerre - Pierre André Dorvilus - Ronald Génescar - Frantz Philippi - Ronald Marseille - Wilner Etienne | - Gérald Beauvais - Miguel Saint-Jean - Kenel Thomas - John Sevère - Garry Beauvil - Jean Hubert Anglade - Wilcuins Plaisir (2008-) - Marc Ogé - Anthony Chaps - Raúl Araiza - Raúl Belauzaran - Danilo Barriga - Carlos Julián Bernal León |